# Kamov V-60
V-60 là một đề án máy bay trực thăng hộ tống vũ trang hạng nhẹ (3500 kg) của Kamov, nó được thiết kế dựa trên loại trực thăng dân sự Ka-126. Chỉ có 1 mô hình của V-60 được chế tạo.